# Deparia brevipinna
Deparia brevipinna är en majbräkenväxtart som först beskrevs av Ren-Chang Ching, Amp; K.H.Shing och Z.R.Wang, och fick sitt nu gällande namn av Z.R.Wang. Deparia brevipinna ingår i släktet Deparia och familjen Athyriaceae. Inga underarter finns listade.